# 卵叶糙苏
卵叶糙苏（学名：Phlomis umbrosa var. ovalifolia）为唇形科糙苏属下的一个变种。